# Оракл (Аризона)
Оракл (англ. Oracle) — переписна місцевість (CDP) в США, в окрузі Пінал штату Аризона. Населення — 3051 особа (2020).

## Географія
Оракл розташований за координатами 32°36′33″ пн. ш. 110°46′54″ зх. д. / 32.60917° пн. ш. 110.78167° зх. д. (32.609207, -110.781782).  За даними Бюро перепису населення США в 2010 році переписна місцевість мала площу 42,49 км², уся площа — суходіл.

### Клімат
| Клімат : Оракл               | Клімат : Оракл | Клімат : Оракл | Клімат : Оракл | Клімат : Оракл | Клімат : Оракл | Клімат : Оракл | Клімат : Оракл | Клімат : Оракл | Клімат : Оракл | Клімат : Оракл | Клімат : Оракл | Клімат : Оракл | Клімат : Оракл |
| Показник                     | Січ.           | Лют.           | Бер.           | Квіт.          | Трав.          | Черв.          | Лип.           | Серп.          | Вер.           | Жовт.          | Лист.          | Груд.          | Рік            |
| Середній максимум, °C        | 13,3           | 15,6           | 18,3           | 22,2           | 27,8           | 33,3           | 33,3           | 31,7           | 30,0           | 24,4           | 17,8           | 13,3           | 23,4           |
| Середній мінімум, °C         | 1,7            | 2,8            | 4,4            | 7,2            | 12,2           | 17,8           | 19,4           | 18,9           | 16,7           | 10,6           | 5,0            | 1,7            | 9,9            |
| Норма опадів, мм             | 63             | 66             | 64             | 23             | 16             | 10             | 83             | 104            | 50             | 51             | 46             | 57             | 633            |
| ---------------------------- | -------------- | -------------- | -------------- | -------------- | -------------- | -------------- | -------------- | -------------- | -------------- | -------------- | -------------- | -------------- | -------------- |
| Джерело: The Weather Channel |                |                |                |                |                |                |                |                |                |                |                |                |                |

## Демографія
Згідно з переписом 2010 року, у переписній місцевості мешкало 3686 осіб у 1515 домогосподарствах у складі 994 родин. Густота населення становила 87 осіб/км².  Було 1772 помешкання (42/км²).
Расовий склад населення:
| - 74,2 % — білих - 1,3 % — корінних американців - 0,4 % — вихідців з тихоокеанських островів - 0,4 % — чорних або афроамериканців - 0,4 % — азіатів - 18,7 % — осіб інших рас |

До двох чи більше рас належало 4,7 %. Частка іспаномовних становила 41,2 % від усіх жителів.
За віковим діапазоном населення розподілялося таким чином: 22,0 % — особи молодші 18 років, 57,7 % — особи у віці 18—64 років, 20,3 % — особи у віці 65 років та старші. Медіана віку мешканця становила 47,0 року. На 100 осіб жіночої статі у переписній місцевості припадало 96,0 чоловіків;  на 100 жінок у віці від 18 років та старших — 94,6 чоловіків також старших 18 років.
Середній дохід на одне домашнє господарство  становив 54 853 долари США (медіана — 54 029), а середній дохід на одну сім'ю — 61 516 доларів (медіана — 57 127). Медіана доходів становила 53 281 долар для чоловіків та 37 156 доларів для жінок. За межею бідності перебувало 18,0 % осіб, у тому числі 29,8 % дітей у віці до 18 років та 9,9 % осіб у віці 65 років та старших.
Цивільне працевлаштоване населення становило 1308 осіб. Основні галузі зайнятості: освіта, охорона здоров'я та соціальна допомога — 19,9 %, мистецтво, розваги та відпочинок — 13,1 %, сільське господарство, лісництво, риболовля — 12,8 %.